# Tasilón I de Baviera
Tasilón de Baviera (560- 610), fue duque de Baviera de la Dinastía Agilolfinga desde el 591 hasta su muerte, recibió el título de rey de Baviera por Childeberto II en el 591.
De acuerdo a lo descrito por Pablo el Diácono, Tasilón fue nombrado rey de Baviera por Childeberto II, rey de los francos de Austrasia el año 591 al final de la guerra contra los francos. La guerra comenzó con el predecesor de Tasilón, Garibaldo cuando Childeberto no aceptó concretar ciertos matrimonios políticos para mantener la paz. 
No sabemos a ciencia cierta la relación entre Tasilón y Garibaldo, se sabe solamente que no eran padre e hijo, sin embargo tenían una estrecha relación familiar. El hecho que Childeberto nombrara a Tasilón rey, demuestra que el control de Baviera estaba en manos de los francos desde el VI siglo. Pablo el Diácono narra además que Tasilón se expandió rápidamente hacia tierras eslavas.
Tasilón murió el año 610 y fue sucedido por su hijo Garibaldo. 
| Predecesor: Garibaldo I | Duque de Baviera 591 – 610 | Sucesor: Garibaldo II |

- Datos: Q705150